# Gustave Revilliod

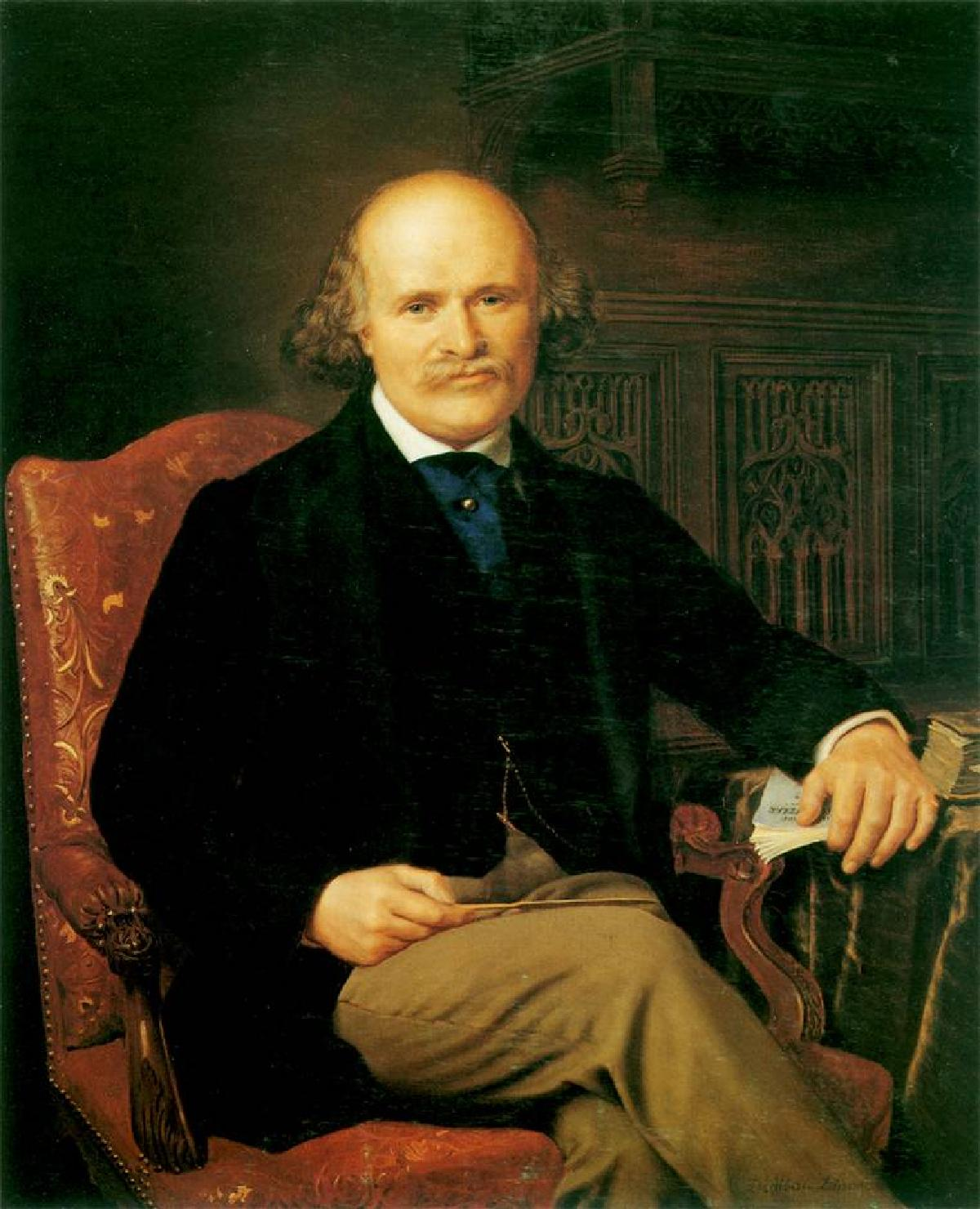
Gustave Revilliod

Gustave-Philippe Revilliod (* 8. April 1817 in Genf; † 21. Dezember 1890 in Kairo) war ein Schweizer Schriftsteller und Verleger sowie Archäologe, Kunstsammler und Mäzen. Er gründete 1877 in seiner Heimatstadt das bis in die Gegenwart als Schweizer Museum für Keramik und Glas bestehende Ariana-Museum.

## Leben

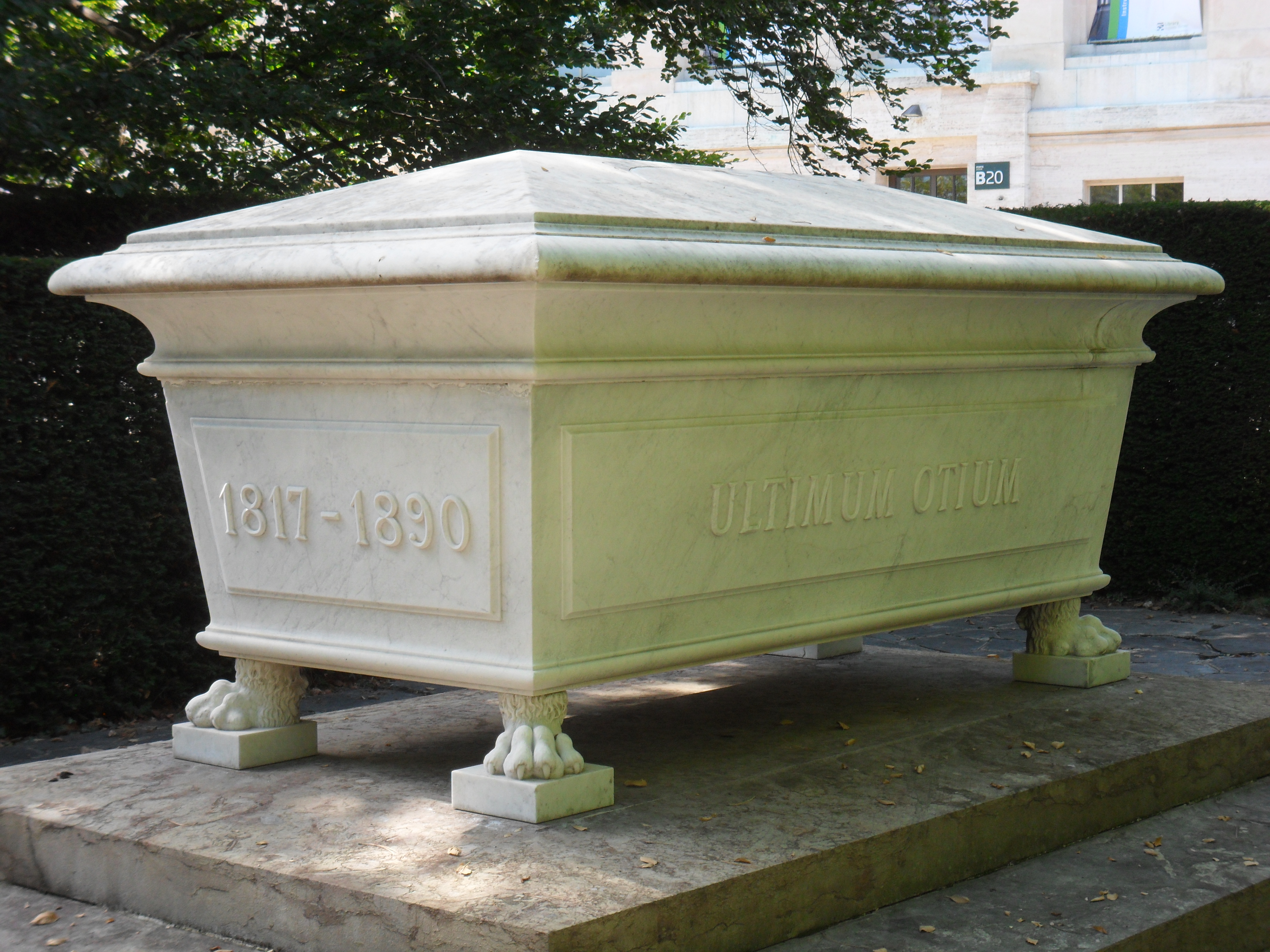
Revillods Grabmal am Palais des Nations.

Gustave Revilliod wurde 1817 in Genf geboren und studierte von 1835 bis 1837 Rechtswissenschaften in seiner Heimatstadt sowie 1838/1839 Philosophie in Berlin. Neben seinem eigenen Wirken als Autor und Verleger übersetzte er eine Reihe von deutschsprachigen Werken in die französische Sprache und war Präsident der Gesellschaft für Geschichte und Archäologie zu Genf. Von 1868 bis 1870 gehörte er dem Grand Conseil an, dem Parlament des Kantons Genf.
Auf ihn geht das als Keramik- und Glasausstellung konzipierte und nach seiner Mutter benannte Ariana-Museum in Genf zurück, das er für seine private Kunstsammlung errichten liess und später zusammen mit seinem Vermögen und Immobilienbesitz der Stadt vermachte. Im Ariana-Park in der Genfer Avenue de la Paix befindet sich neben dem Museum auch das als Sitz des Völkerbundes gebaute Palais des Nations, der heutige europäische Hauptsitz der Vereinten Nationen.
1869 repräsentierte er die Schweiz bei der Eröffnung des Sueskanals. Nachdem er in den Jahren 1888/1889 eine Weltreise unternommen hatte, starb er 1890 während einer Reise durch Ägypten in Kairo. Sein Leichnam wurde rund ein Jahr nach seinem Tod in seine Heimatstadt überführt und in einem Grabmal im Ariana-Park bestattet. Eine Strasse in Genf, die Rue Gustave-Revilliod, trägt ihm zum Gedenken seinen Namen.

## Werke (Auswahl)
- Jean Gutenberg. Premier maître imprimeur. Ses faits et discours les plus dignes d'admiration et sa mort. Genf 1858 (Übersetzung, deutschsprachiges Original von Franz von Dingelstedt)
- La cité de Bâle au quatorzième siècle. Genf 1863
- George Ienatsch ou les grisons & la suisse pendant de la guerre de trente ans. Genf 1869 (Übersetzung, deutschsprachiges Original von Balthasar Reber)
- De Genève a Suez: lettres écrites d'orient. Genf 1870
- Mémoires d'un ouvrier. Les Aventures de ma vie. Genf und Paris 1877 (Übersetzung, deutschsprachiges Original von Georg Joseph Braun)
- Portraits et croquis; album d'un homme de lettres. Genf 1889